# Soumaïla Ouattara
Soumaïla Ouattara (Bobo-Dioulasso, Burkina Faso, 4 de julio de 1995) es un futbolista de Burkina Faso que juega en las posiciones de defensa central y lateral derecho.

## Carrera

### Club
| Periodo   | Club               |
| --------- | ------------------ |
| 2014-2015 | ASF Bobo-Dioulasso |
| 2015-2016 | SOA                |
| 2016–2017 | Rahimo FC          |
| 2017–2018 | Ajax Cape Town FC  |
| 2018–2021 | Rahimo FC          |
| 2021      | Raja Casablanca    |
| 2021–2022 | FUS Rabat          |
| 2022–2024 | Hobro IK           |

### Selección nacional
Ouattara debutó con Burkina Faso en la victoria por 1–0 sobre Libia en un partido amistoso el 4 de septiembre de 2019. Participó en el Campeonato Africano de Naciones de 2020 y en la Copa Africana de Naciones 2021.

## Palmarés
- Primera División de Burkina Faso: 2018-19
- Copa de Burkina Faso: 2019
- Supercopa de Burkina Faso: 2020